# Ауделанде
Ауделанде (нід. Oudelande) — село в нідерландській провінції Зеландія. Входить до муніципалітету Борселе.
Його площа становить 8,76 км², а населення станом на 2021 рік складало 685 осіб.
Перша згадка про населений пункт датується 1312 роком.
До 1970 року мало статус окремого муніципалітету.

## Галерея

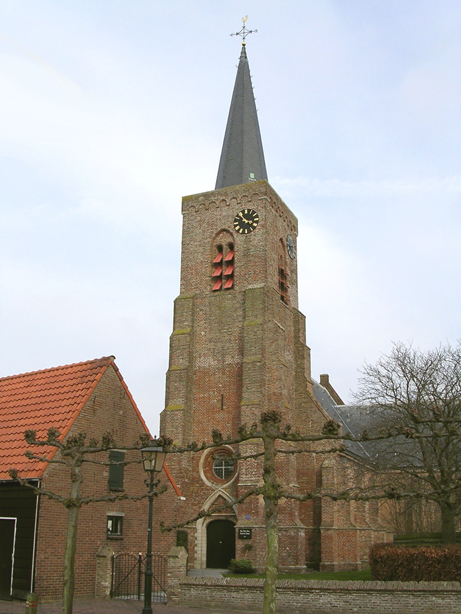
Церква у селі
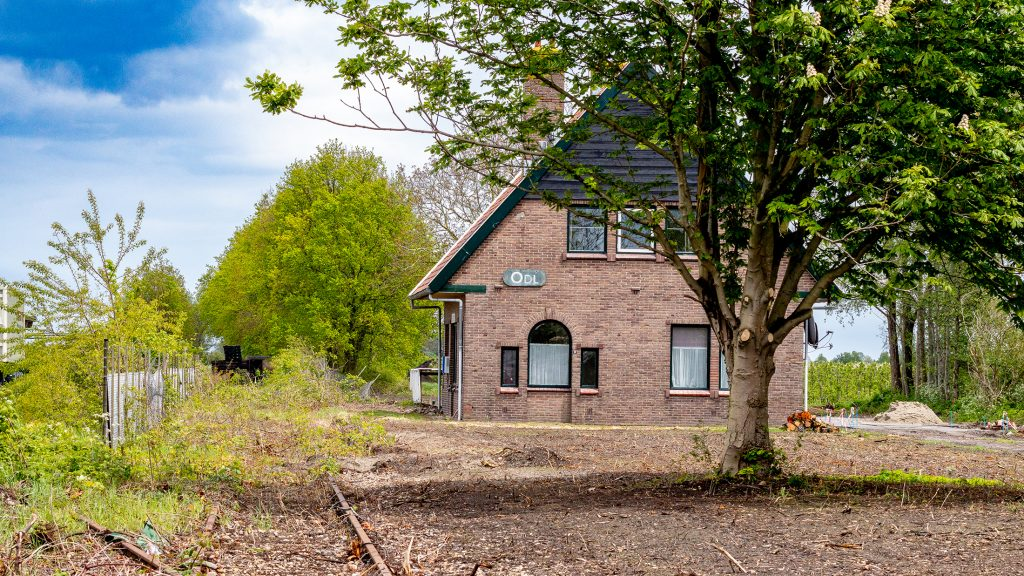
Будівля колишньої залізничної станції
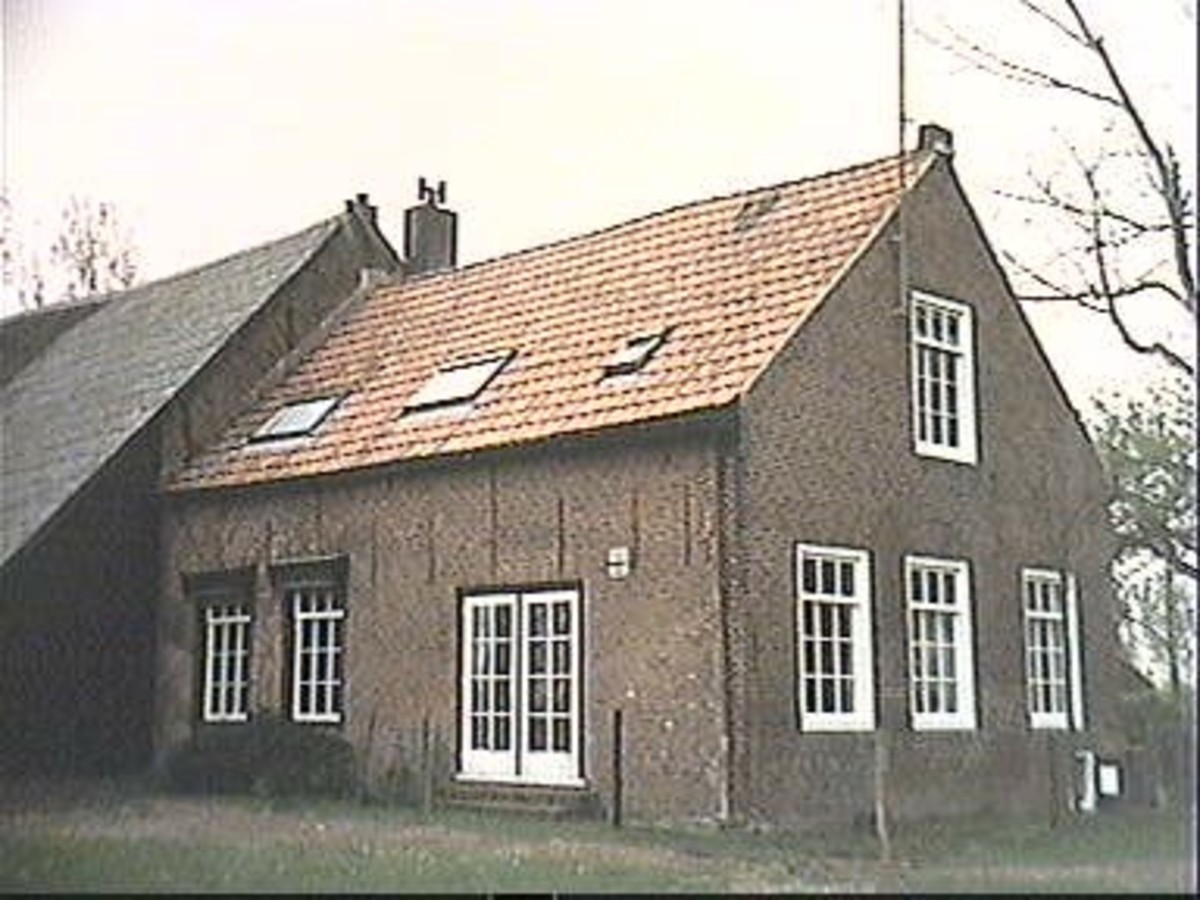
Ферма в Ауделанде